# Хмельницька обласна наукова медична бібліотека
Хмельницька обласна наукова медична бібліотека — галузева медична бібліотека, що існувала у Хмельницькому у 1945-2018 роках, консультативно- методичний центр для всіх медичних бібліотек регіону.

## Історія створення
Хмельницьку обласну науково-медичну бібліотеку було відкрито у січні 1945 року за рішенням Проскурівського облвиконкому.
У 1970 р. Хмельницькій ОНМБ виділено приміщення в будинку побудованому Обкомом Червоного Хреста за адресою м. Хмельницький, вул. Шевченка,46.  
З 1979 р. Хмельницька ОНМБ стала централізованою системою медичних бібліотек області, до якої входили бібліотеки 15 районних лікарень та 5 обласних лікувальних закладів. Здійснювала централізоване комплектування та обробку фондів бібліотек лікувальних закладів Хмельниччини.
Станом на 2018 рік бібліотека надавала свої послуги понад 5700 користувачам які отримували понад 130 тис. документів. Передплачували понад 110 назв журналів. Бібліотека була основним книгосховищем та депозитарієм медичної літератури регіону.
Директорами бібліотеки в різні часи були: Голоднікова Ф.С. (1945-1952); Мельник Д.А. (1952-1968) ; Яремчук Л.М. (1969-2003); Козак І.М. (2004-2018). 
Обсяг фонду бібліотеки з 2260 примірників у 1946 р. до понад 128 тис. примірників на .1.07.2018 р. Частково фонд передано до Хмельницької обласної універсальної наукової бібліотеки.
З 22 серпня 2018 р. Хмельницька ОНМБ реорганізовано шляхом приєднання до Хмельницької обласної універсальної наукової бібліотеки відділом медичної літератури. З 2 січня 2019 р. відділ медичної літератури розпочав обслуговування користувачів.